# John Crome

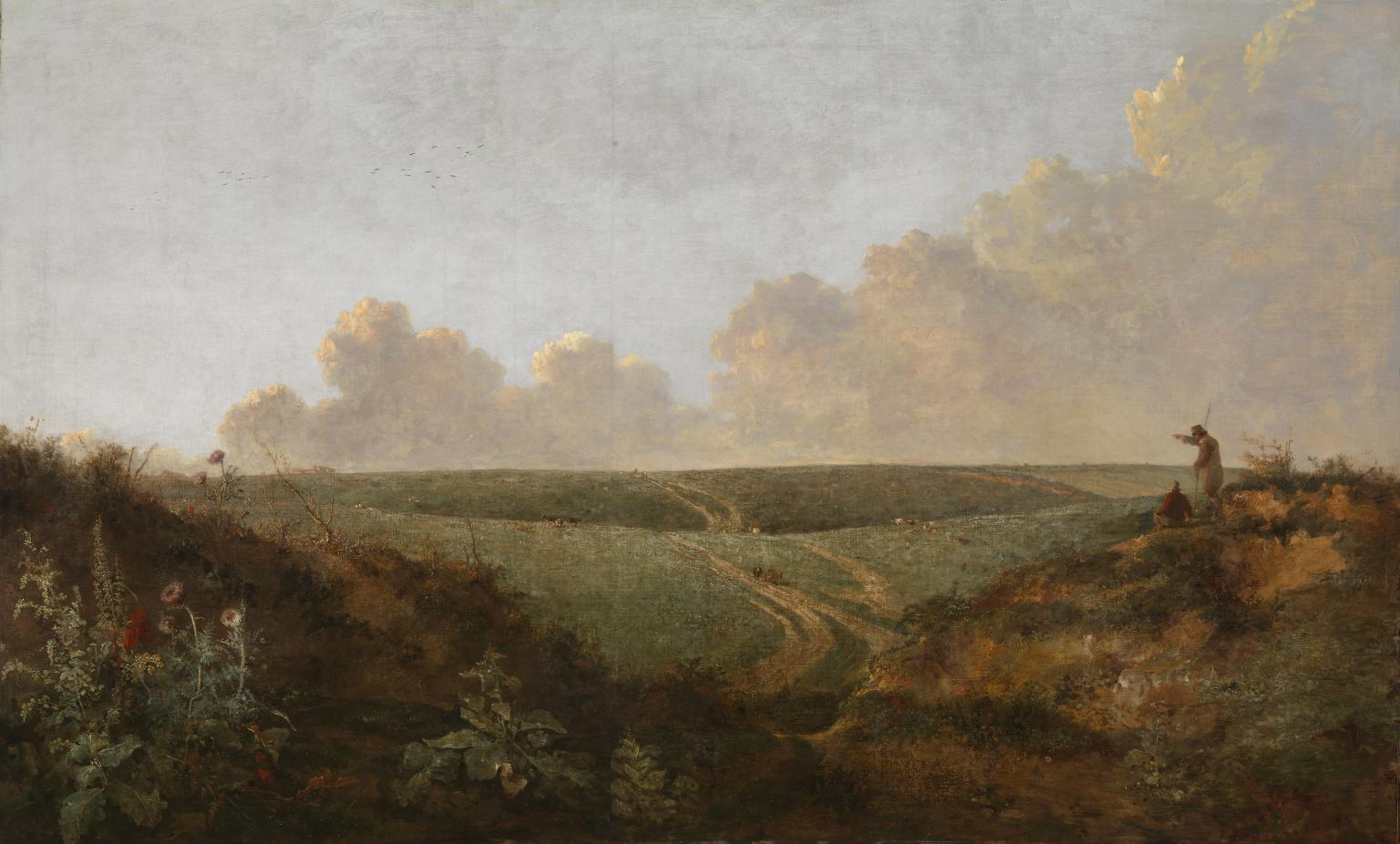
Mousehold Heath, c. 1818-1820, Tate Gallery, Londres.

John Crome (Norwich, 22 de dezembro de 1768 — 22 de abril de 1821), também conhecido como Old Crome para o distinguir do filho, foi um pintor britânico da época romântica.
Cultivou a pintura de paisagens e fundou a Sociedade de Artistas de Norwich em 1803.

## Biografia
Crome nasceu em Norwich, em Norfolk, filho de um tecelão. Após um período trabalhando como ajudante de um médico (a partir dos 12 anos de idade), ele se tornou o aprendiz de Francis Whisler, um pintor de casas, carruagens e placas. Por volta dessa época, ele virou amigo de Robert Ladbrooke, um aprendiz de pintor, que também se tornou um celebrado pintor de paisagens. Os dois dividiam um quarto e saíam juntos para fazer esboços nos campos e ruas ao redor de Norwich. Ocasionalmente, eles compravam gravuras para copiar.
Crome e Ladbrooke venderam algumas de suas obras a uma vendedora local, "Smith and Jaggars" de Norwich, e foi provavelmente através da vendedora que Crome conheceu Thomas Harvey da vila de Old Catton, que o ajudou a se tornar um professor de desenho. Ele tinha acesso à coleção de arte de Harvey, o que o permitia desenvolver suas habilidades ao copiar o trabalho de Thomas Gainsborough and Meindert Hobbema. Crome também recebeu instrução e encorajamento de William Beechey, cuja casa em Londres ele frequentemente visitava, e John Opie.
Em outubro de 1792, Crome se casou com Phoebe Berney – eles tiveram duas filhas e seis filhos. O filho mais velho, John Berney Crome (1794-1842) foi um notável pintor de paisagens, assim como o terceiro filho, William Henry Crome (1806-67).
Ele foi membro da Sociedade de Artistas de Norwich e contribuiu com 22 obras na primeira exposição da instituição, que aconteceu em 1805. Ele serviu como presidente da Sociedade várias vezes, e ocupou a posição até sua morte; no entanto, com exceção de curtas visitas a Londres, ele tinha pouca ou nenhuma comunicação com os grandes artistas da época. Ele expôs 13 obras na Academia Real Inglesa entre 1806 e 1818. Ele visitou Paris em 1814, após a derrota de Napoleão Bonaparte, e depois chegou a expor paisagens de Paris, Boulogne e Oostende. A maioria das obras dele, no entanto, eram paisagens de Norfolk.
Crome foi um mestre em desenho na escola primária da cidade, a King Edward VI Grammar School, conhecida como Norwich School, durante muitos anos. Muitos membros do movimento de arte da Norwich School foram educados na instituição e ensinados por Crome lá, incluindo James Stark e Edward Thomas Daniell. Ele também dava aulas privadas, sendo que seus alguns de seus primeiros pupilos eram da influente família Gurney, com quem ele visitou o Lake District em 1802.
Ele morreu na casa dele na Gildengate Street, em Norwich, em 22 de abril de 1821, e foi enterrado na St. George's Church. No leito de morte, acredita-se que ele disse "Hobbema, meu querido Hobbema, como eu te amei". Uma exposição em memória dele, com mais de 100 obras suas, foi organizada em novembro do mesmo ano pela Sociedade de Artistas de Norwich.
Um incidente da vida de Crome se tornou o enredo de uma ópera de um ato, chamada Twice in a Blue Moon, por Phyllis Tate, com libreto por Christopher Hassall; foi encenada pela primeira vez em 1969. Na história, Crome e sua esposa dividem uma das pinturas dele em duas para vender as metades na feira de Norwich.

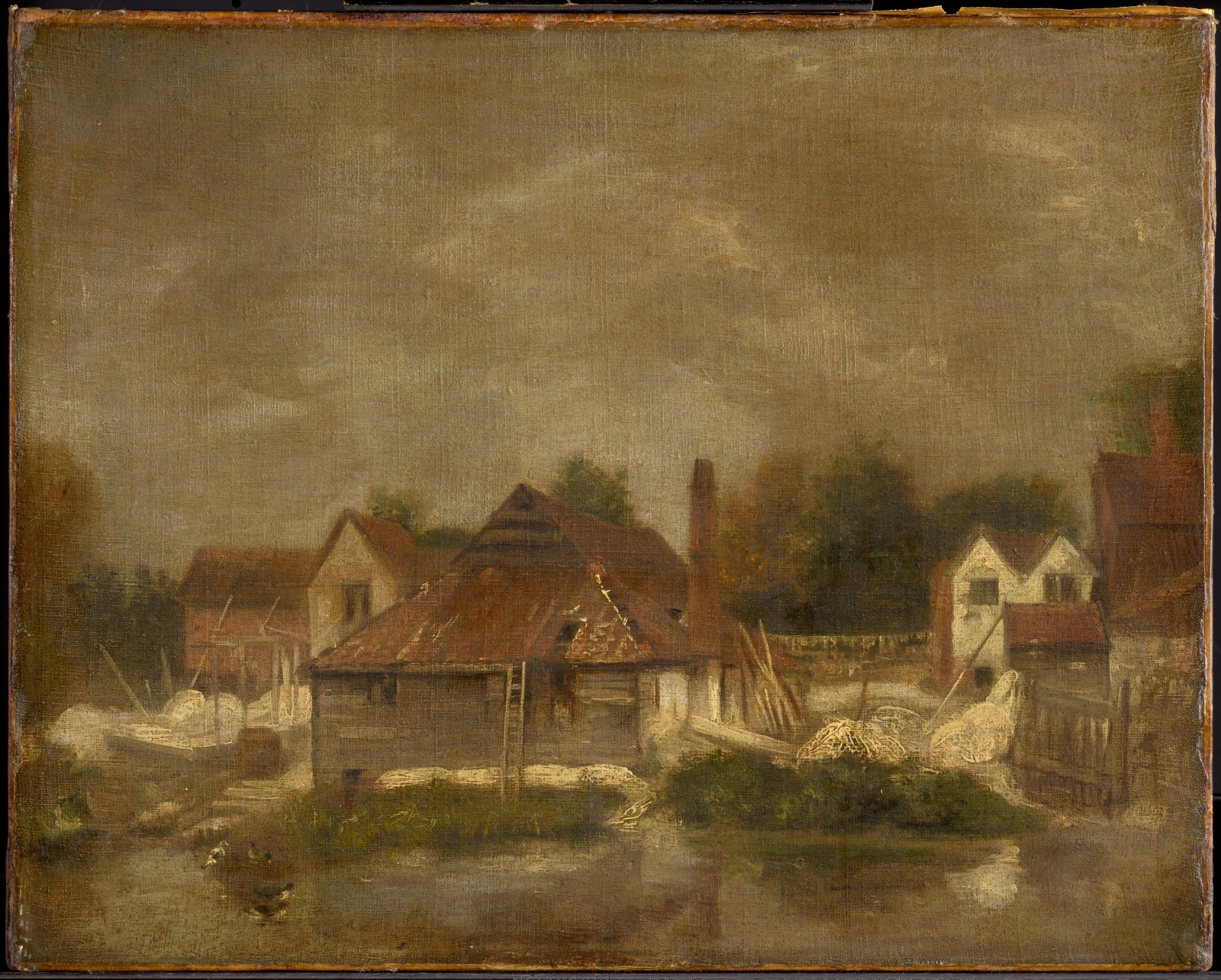
Galpões e casas antigas no Yare, c. 1803, Clark Art Institute, Williamstown

### Obra
Crome trabalhou com aguarela e óleo, sendo que ele fez mais de 300 pinturas a óleo.
Entre 1809 e 1813, ele fez uma série de gravações em água-forte. Elas não se tornaram públicas durante a vida do artista, apesar de ele ter expressado a intenção de fazê-lo.
Considera-se que suas duas principais influências são as pinturas holandesas do século XVII e o trabalho do pintor Richard Wilson. Ao lado de John Constable (1776-1837), Crome foi um dos primeiros artistas ingleses a representar espécies identificáveis de árvores, em vez de formas generalizadas. As obras dele, renomadas por sua originalidade e visão, foram inspiradas pela observação direta da natureza, combinada com um estudo aprofundado dos velhos mestres.

## Galeria

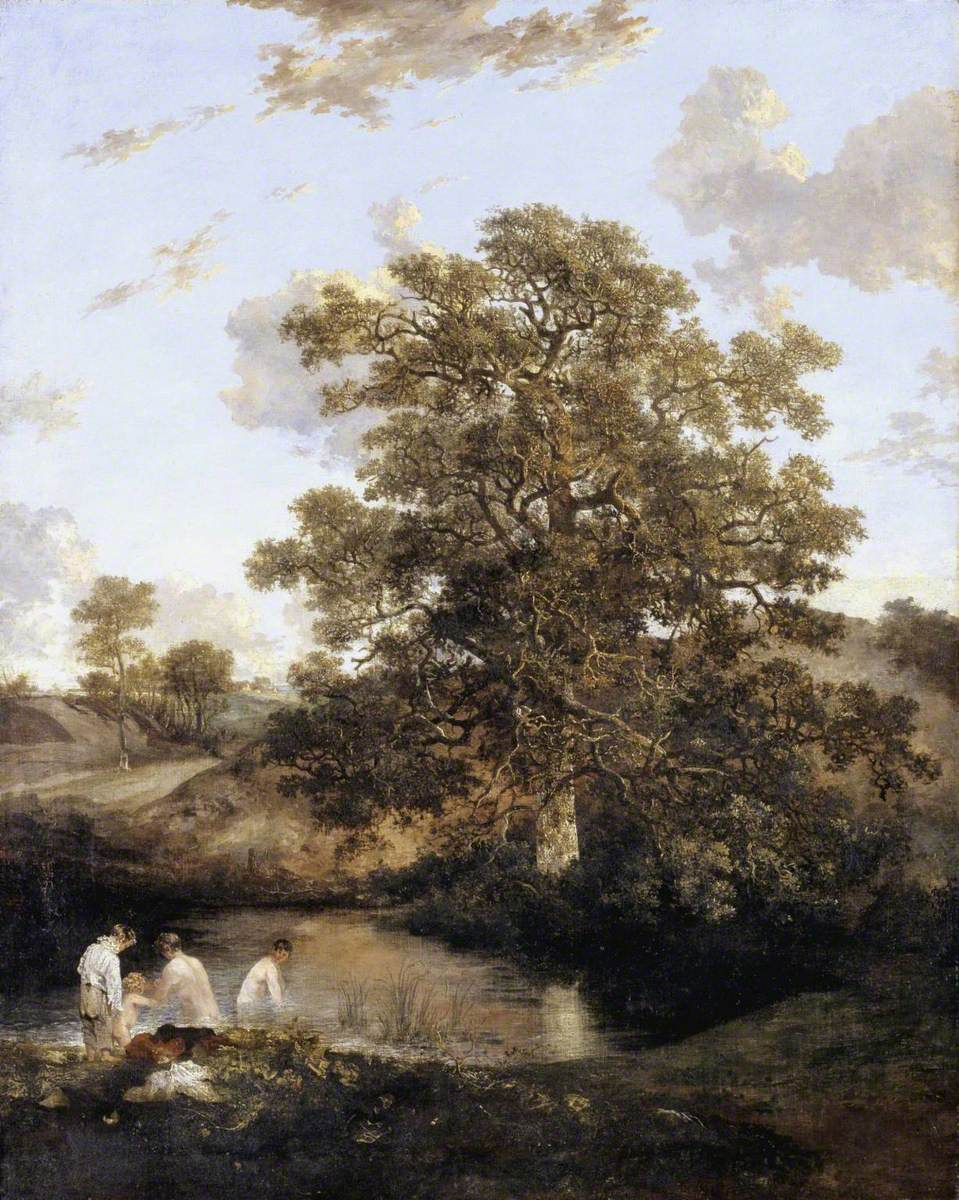
O carvalho de Poringland (c.1818), National Gallery
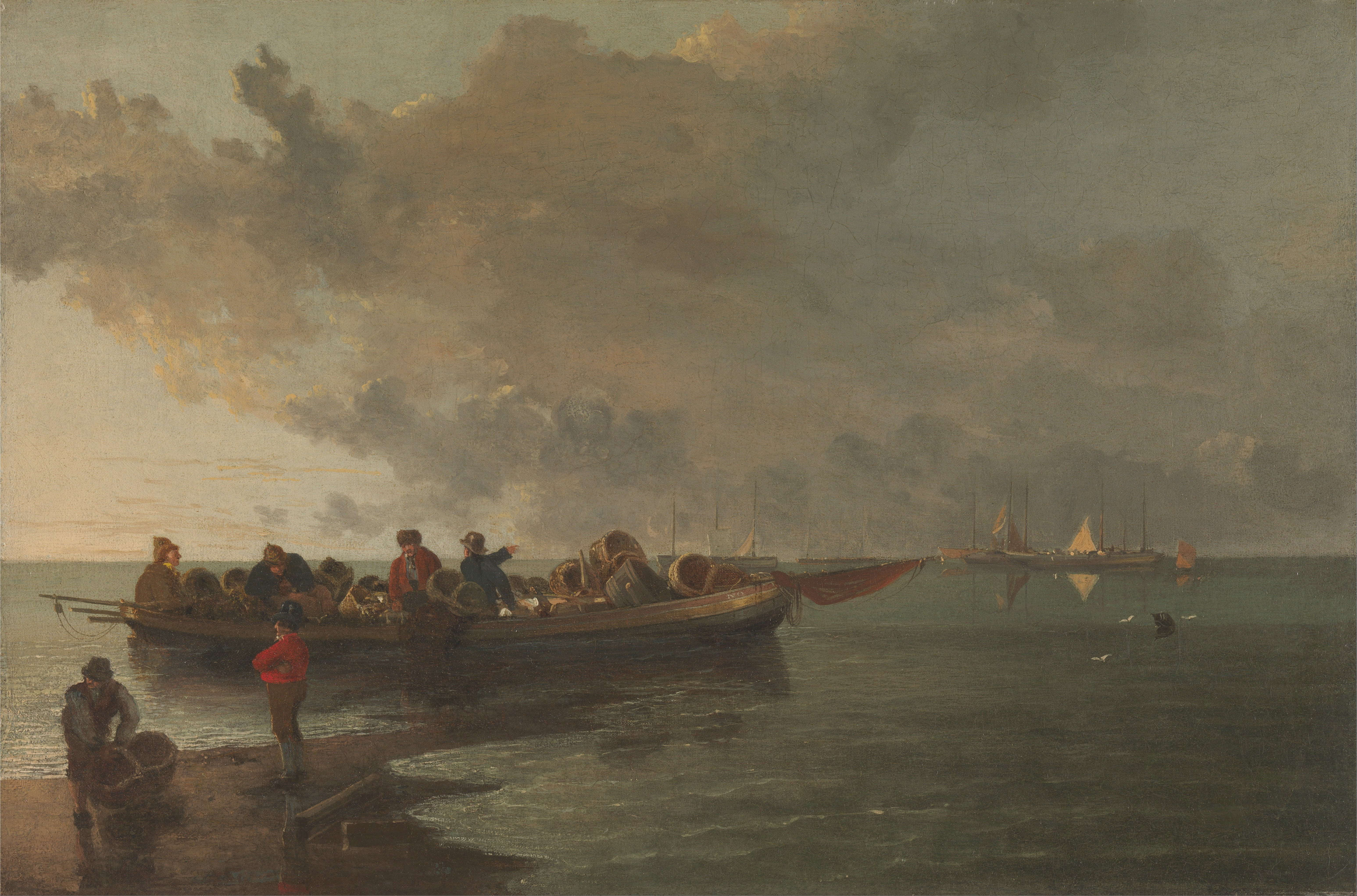
Uma Barcaça com um Soldado Ferido (sem data), Yale Center for British Art
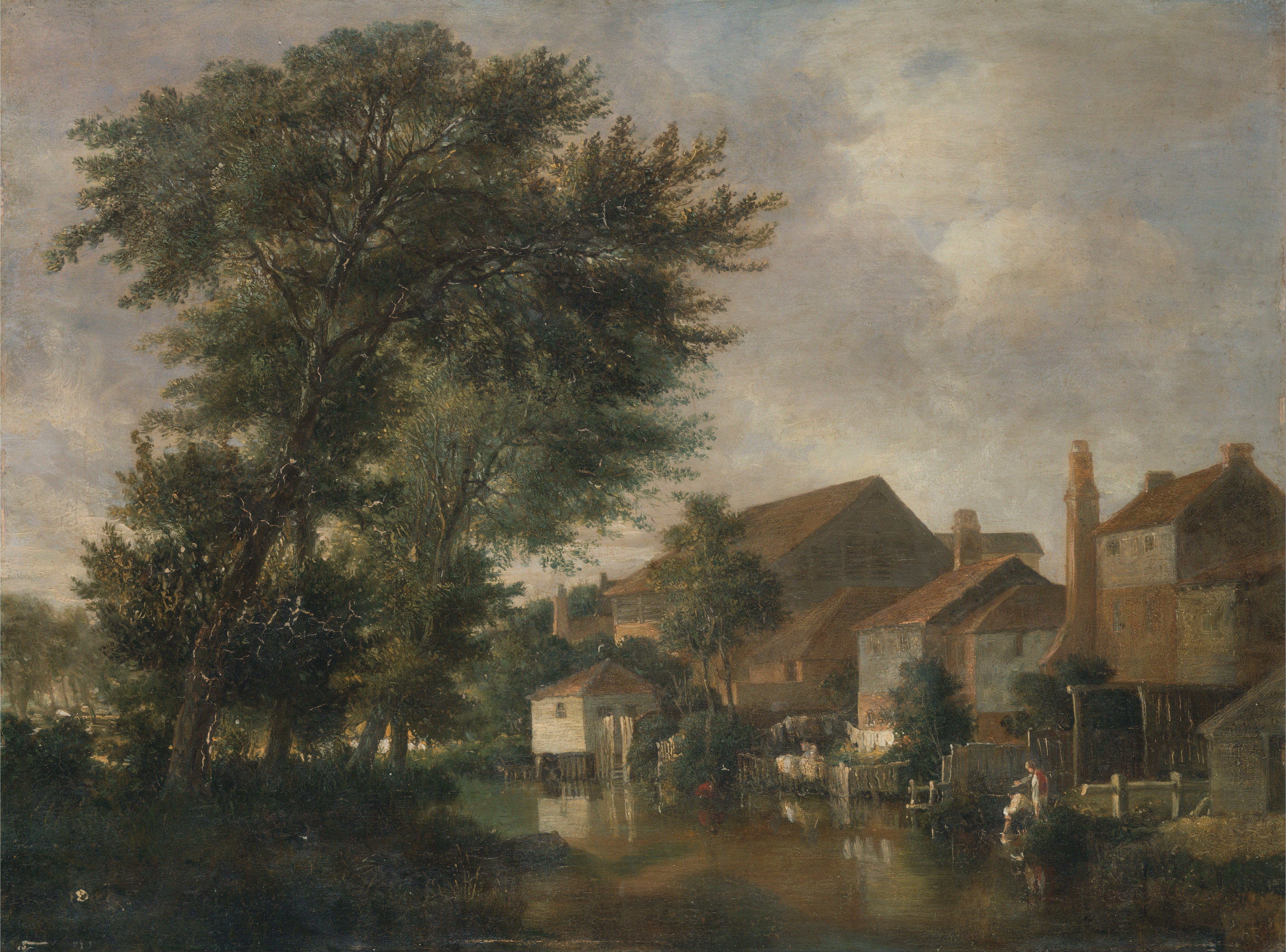
O Rio Wensum, Norwich (c.1814), Yale Center for British Art
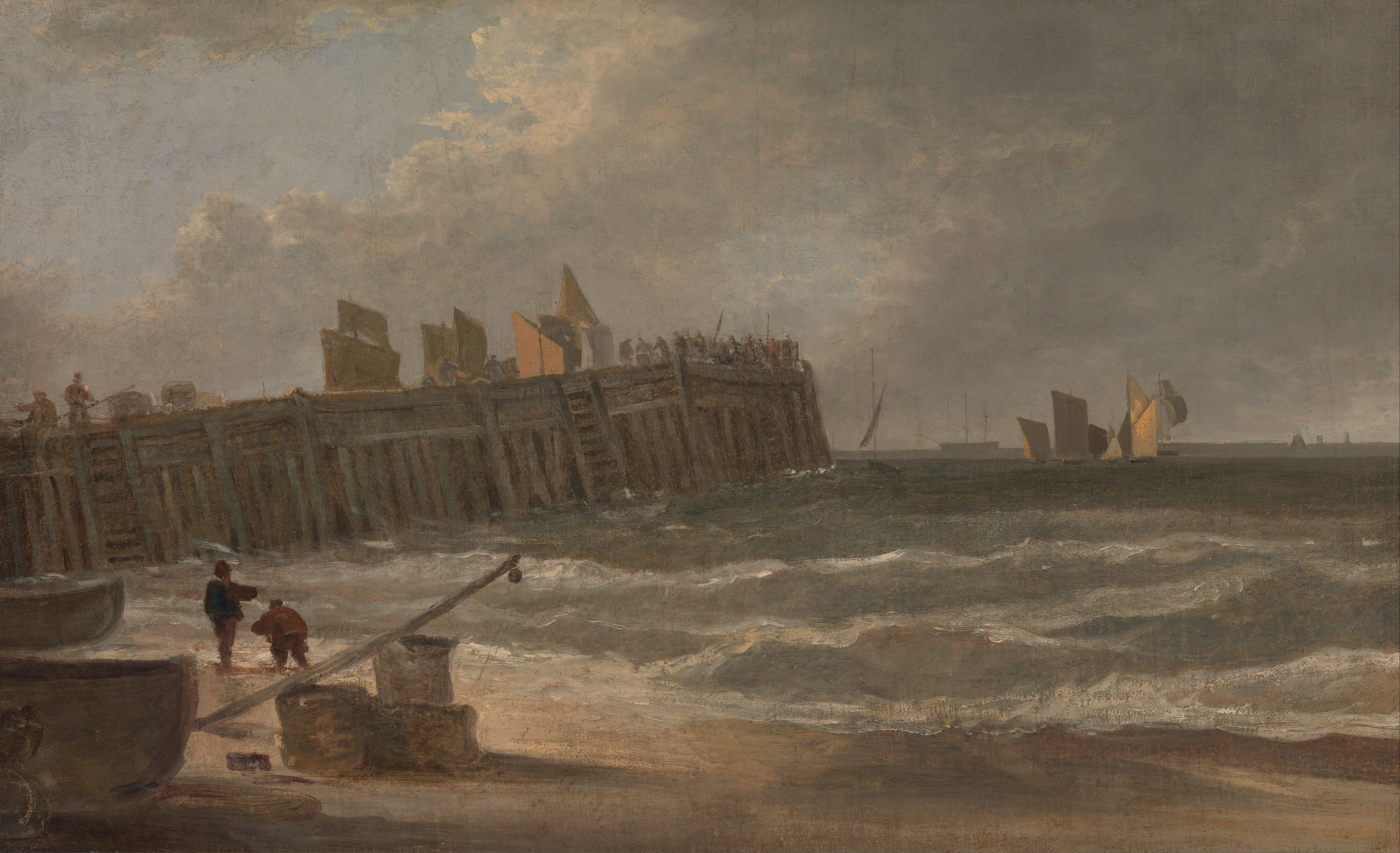
Yarmouth Jetty (c.1810), Yale Center for British Art
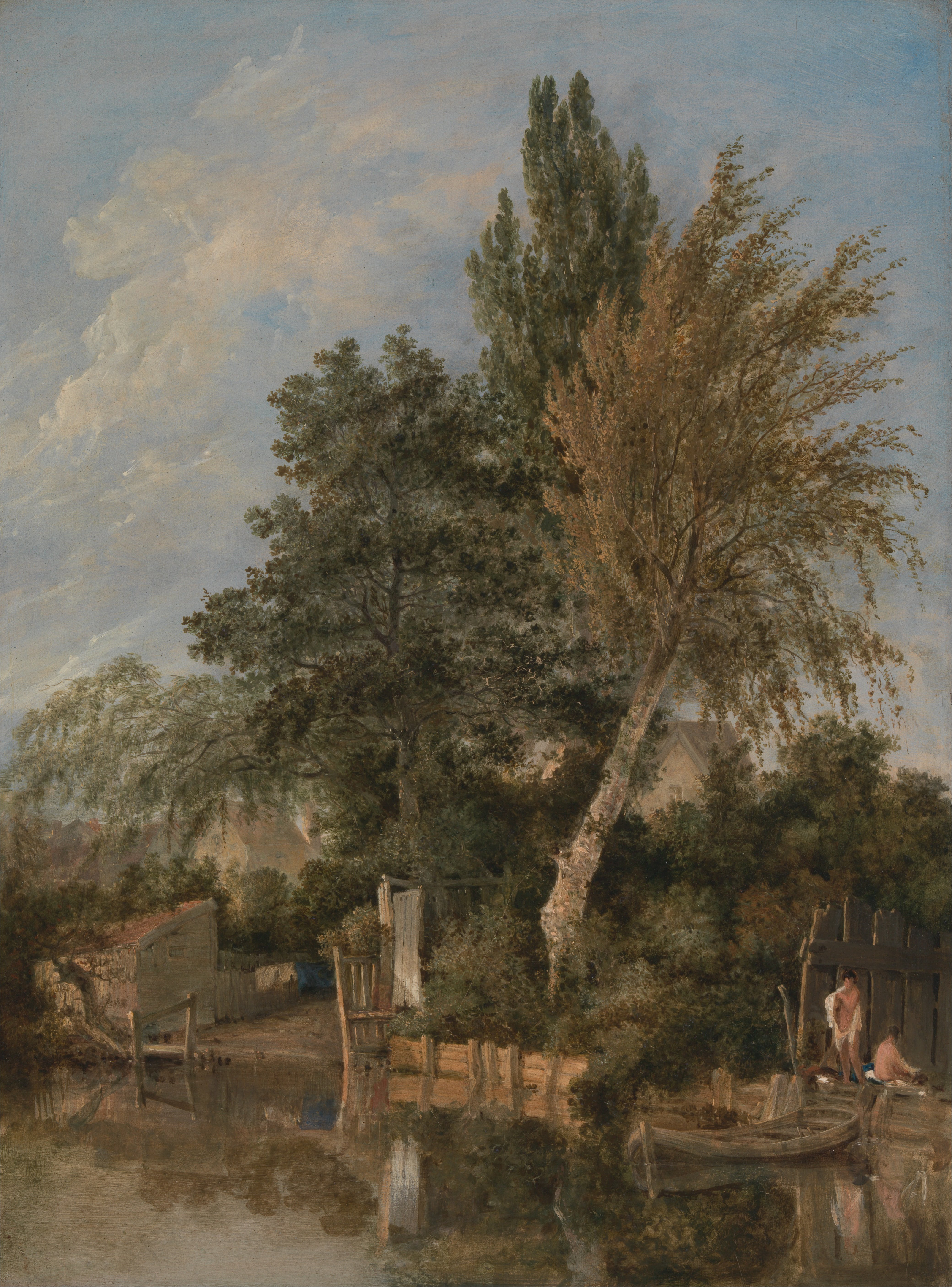
Meninos tomando banho no rio Wensum, Norwich (1817), Yale Center for British Art
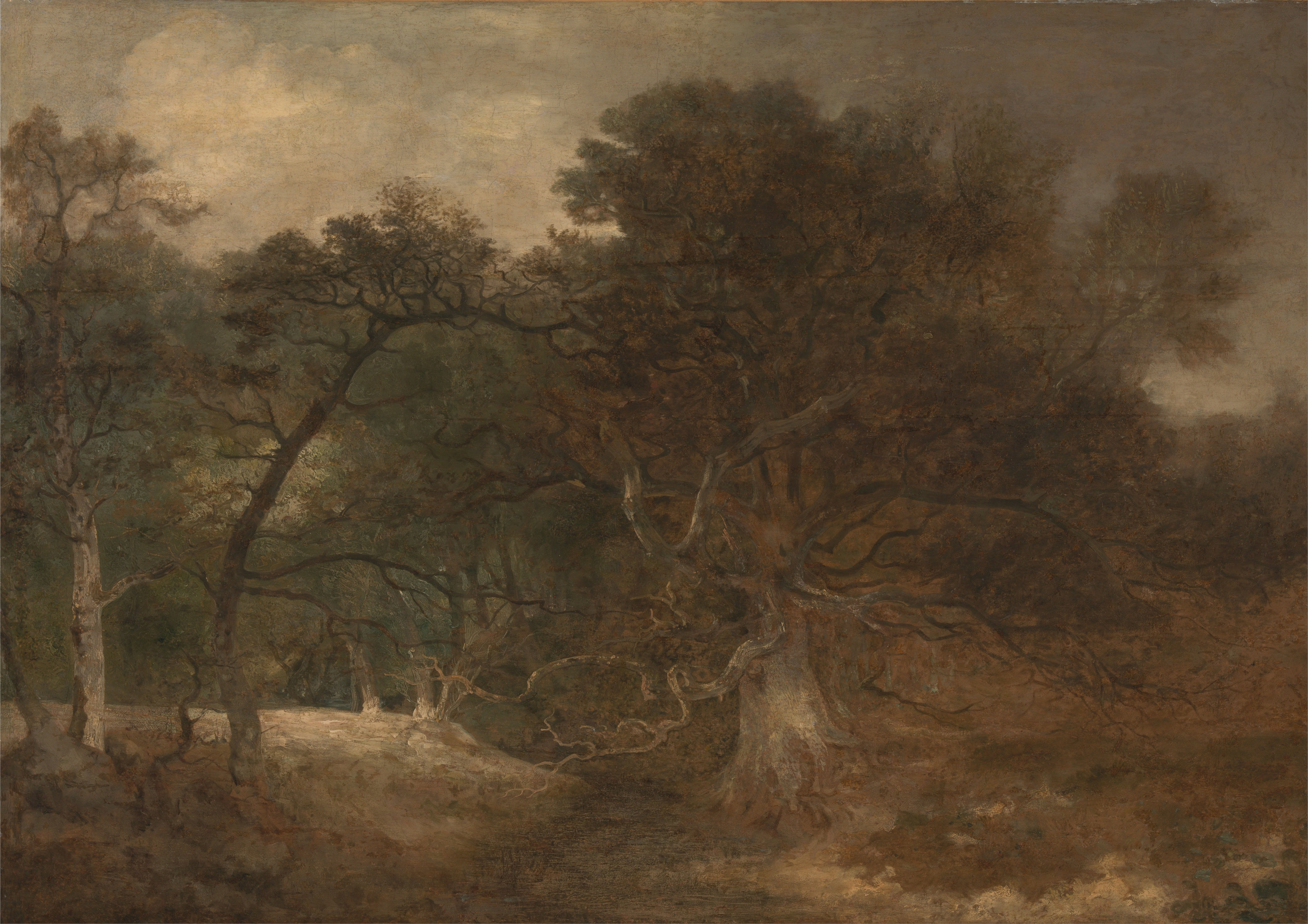
Paisagem florestal perto de Norwich (1810–1812), Yale Center for British Art
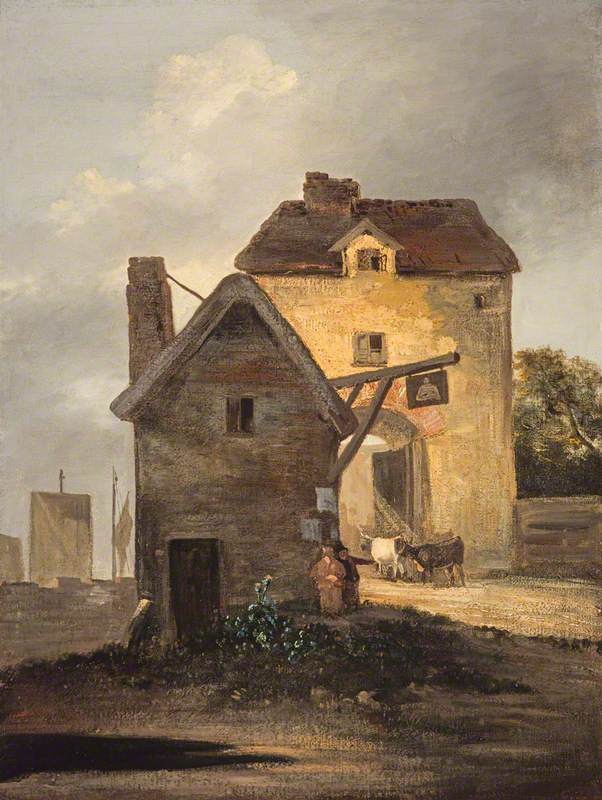
The Bell Inn (c.1805), National Galleries of Scotland